# Anaxarchos
Anaxarchus (Oudgrieks: Ἀνάξαρχος, Anáxarchos) was een Oud-Grieks filosoof uit de 4e eeuw v.Chr. afkomstig uit Abdera en behoorde tot de school van Demokritos.
Hij was gezel en vriend van Alexander de Grote in zijn Aziatische veldtochten. Volgens Diogenes Laertius ' Leer en leven van beroemde filosofen wees hij - nadat Alexander had geclaimd de zoon te zijn van de god Zeus-Ammon - naar diens bloedende wonde en merkte op: "Kijk, het bloed van een sterveling, niet ichor (Goddelijk bloed), zoals het vloeit uit de aderen van de onsterfelijke goden".
Plutarchus vertelt het verhaal dat hij in Bactra, in 327 v.Chr, in debat met Callisthenes, allen adviseerde om Alexander te aanbidden als een god, zelfs tijdens diens leven. Deze uitspraak moet hoogstwaarschijnlijk echter toegeschreven worden aan de Siciliaan Cleon.
Diogenes Laertius schreef ook dat Nicocreon, de tiran van Cyprus, opdroeg om hem tot de folterdood veroordeelde en dat Anaxarchos deze foltering dapper onderging. Cicero onderschrijft in zijn geschriften hetzelfde verhaal.
Zijn filosofische doctrines zijn niet bekend, maar sommigen hebben uit zijn bijnaam Εὐδαιμονικός / Eudamonikos, die meestal bij hem werd toegepast, afgeleid dat hij het einde van het leven beschouwde als eudaimonia.